# Neozoarces pulcher
Neozoarces pulcher és una espècie de peix de la família dels estiquèids i de l'ordre dels perciformes.

## Descripció
- Fa 16 cm de llargària màxima.[7][8]

## Hàbitat i distribució geogràfica
És un peix marí, demersal i de clima polar, el qual viu al Pacífic nord-occidental: des de la península de Corea i les costes russes continentals al mar del Japó fins a ambdós costats de l'estret de Tatària i les costes oriental i meridional de l'illa de Sakhalín a la mar d'Okhotsk.

## Observacions
És inofensiu per als humans.